# Chrysiptera hemicyanea
Chrysiptera hemicyanea is een straalvinnige vissensoort uit de familie van rifbaarzen of koraaljuffertjes (Pomacentridae). De wetenschappelijke naam van de soort is voor het eerst geldig gepubliceerd in 1913 door Weber.

## Ecologie
De eieren worden afgezet op of onder een speciaal schoongemaakt substraat. Ze worden bewaakt en voorzien van zuurstofrijk water. De larfjes komen na enkele dagen uit, waarna ze door de stroming worden meegevoerd. Al snel vestigen zij zich al op een vast
substraat en leven dus maar kort pelagisch.